# Bandiera della Repubblica Socialista Sovietica Estone

Bandiera della Repubblica Socialista Sovietica Estone

Questa bandiera fu adottata per la Repubblica Socialista Sovietica Estone il 6 febbraio 1953.
Precedentemente a questa, la bandiera era rossa con il simbolo della falce e martello dorato nell'angolo in alto a sinistra. Sopra il simbolo comunista vi era la scritta dorata in alfabeto latino ENSV (Eesti Nõukogude Sotsialistlik Vabariik) in carattere sans-serif.